# 小行星10392
小行星10392（10392 Brace）是一颗绕太阳运转的小行星，为主小行星带小行星。该小行星于1997年9月11日发现。

## 轨道参数
小行星10392的轨道半长轴为2.4025549 UA，离心率为0.135。